# Tragia involucrata
Tragia involucrata là một loài thực vật có hoa trong họ Đại kích. Loài này được L. miêu tả khoa học đầu tiên năm 1753.

## Hình ảnh

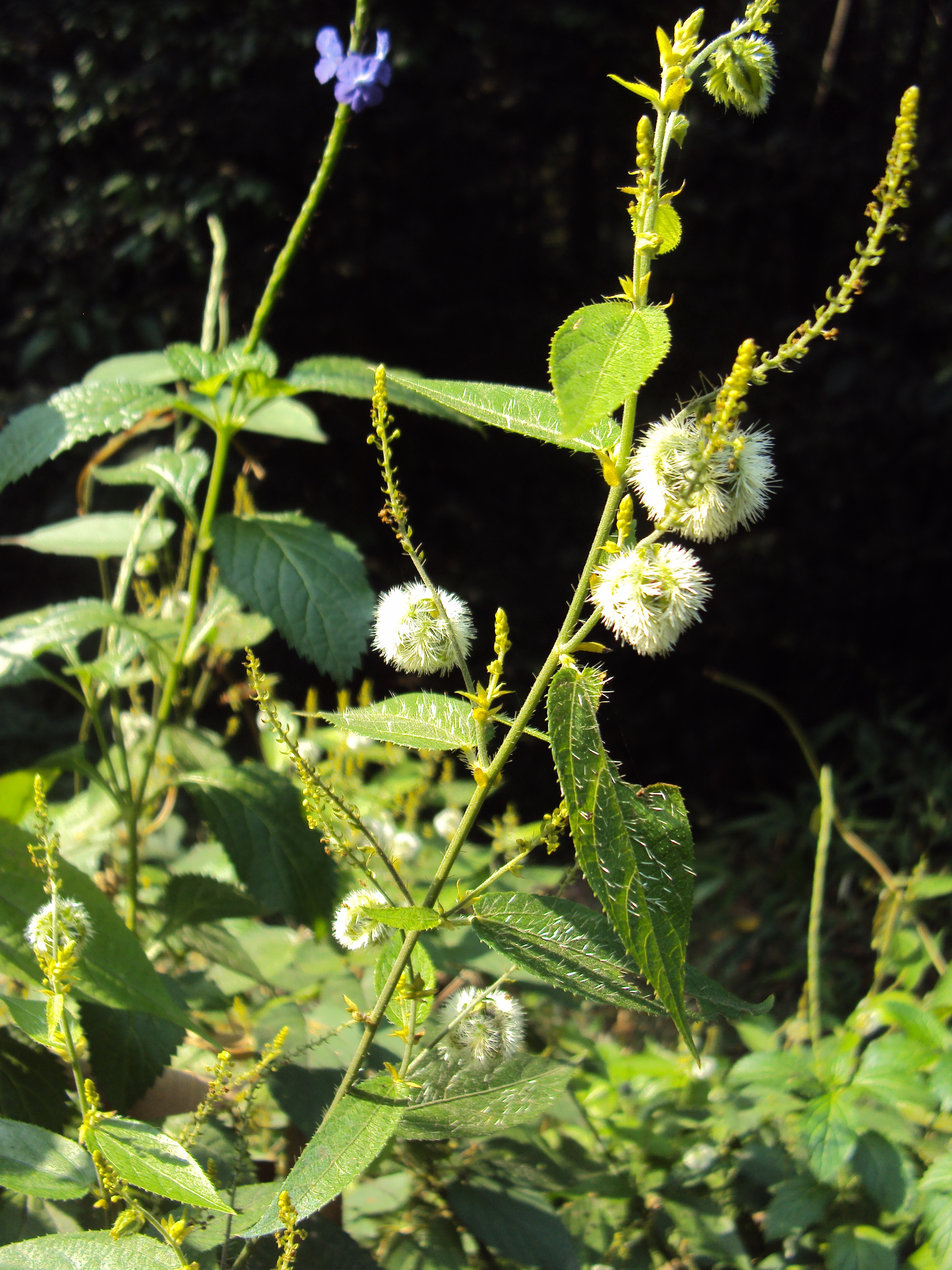
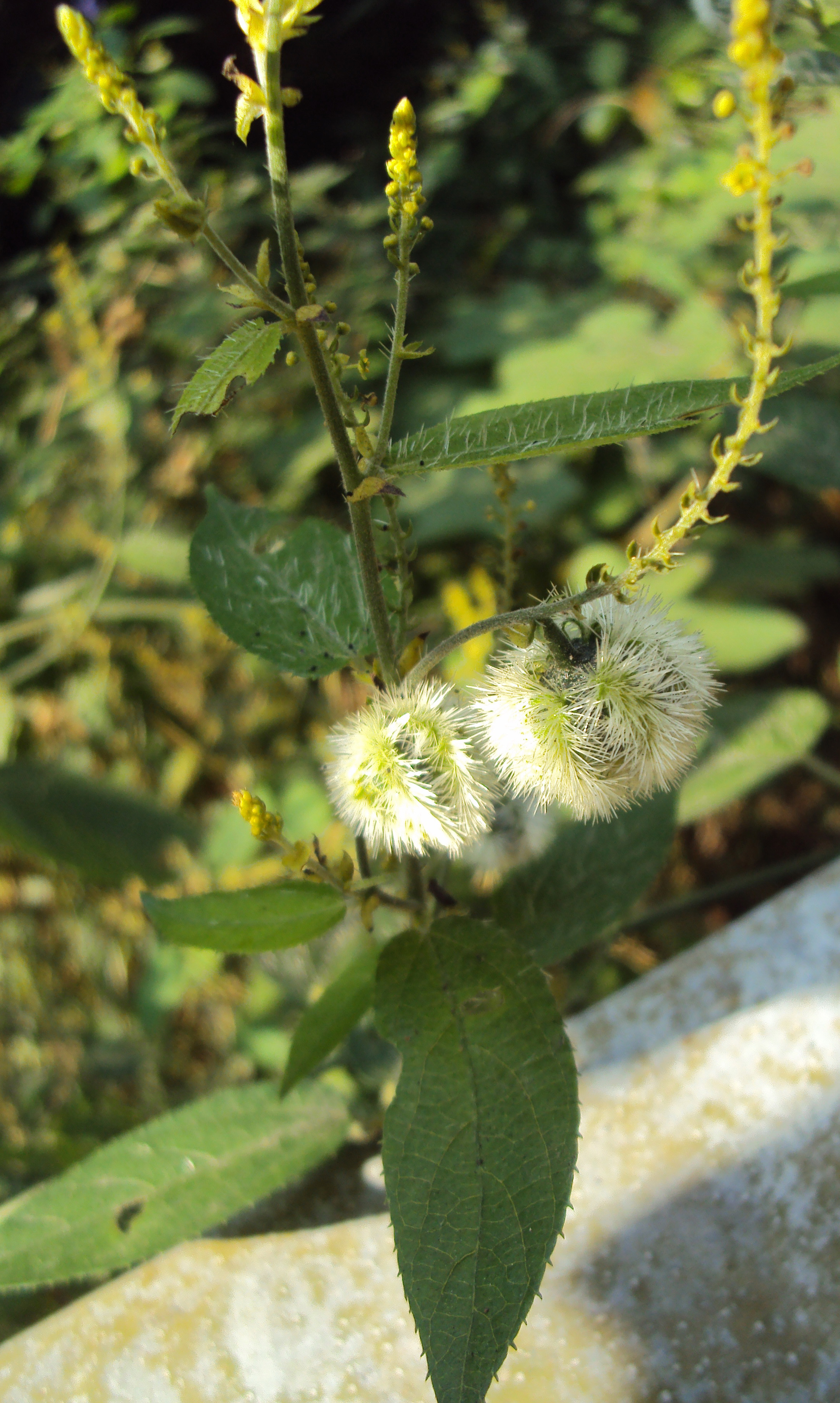
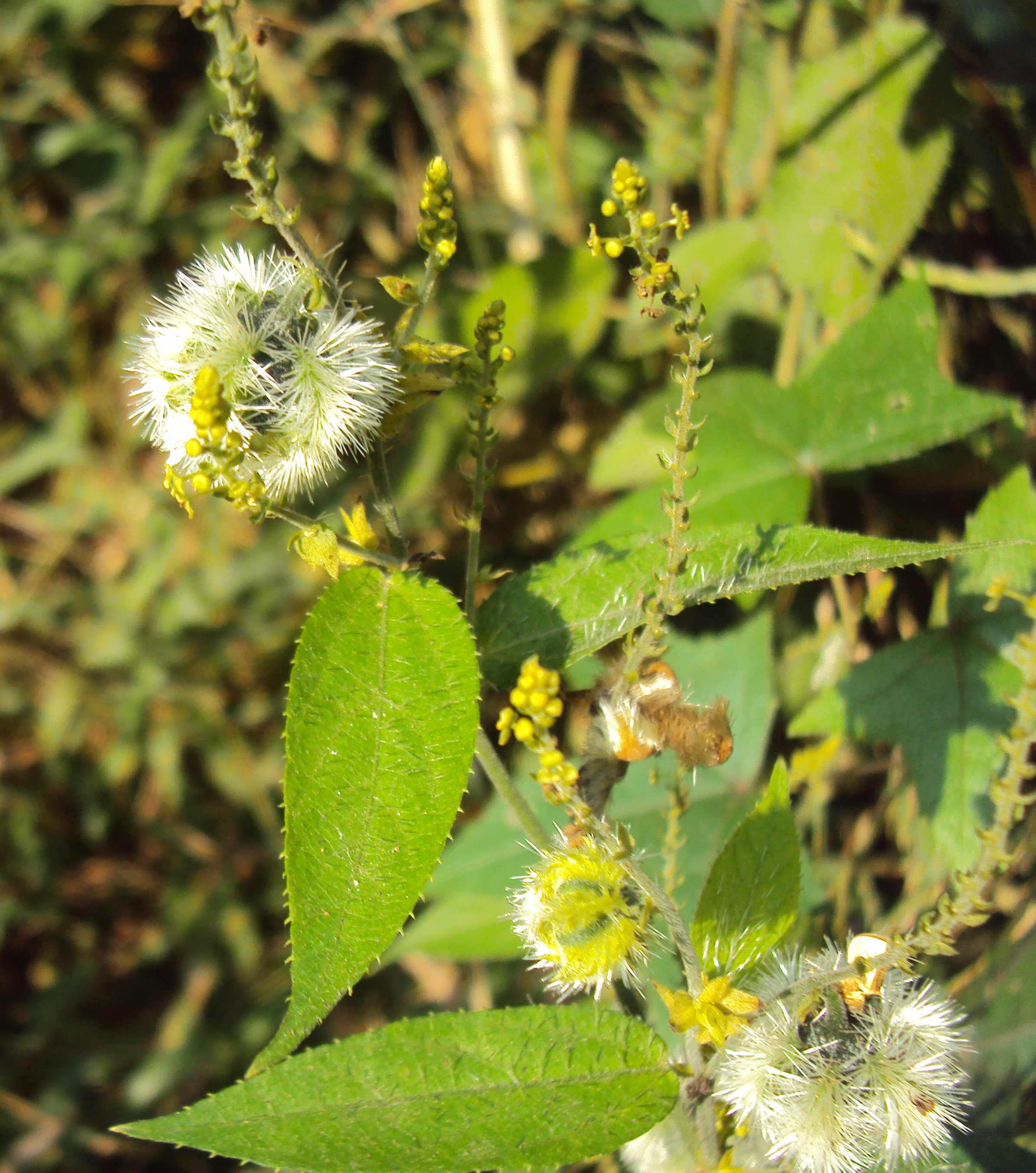
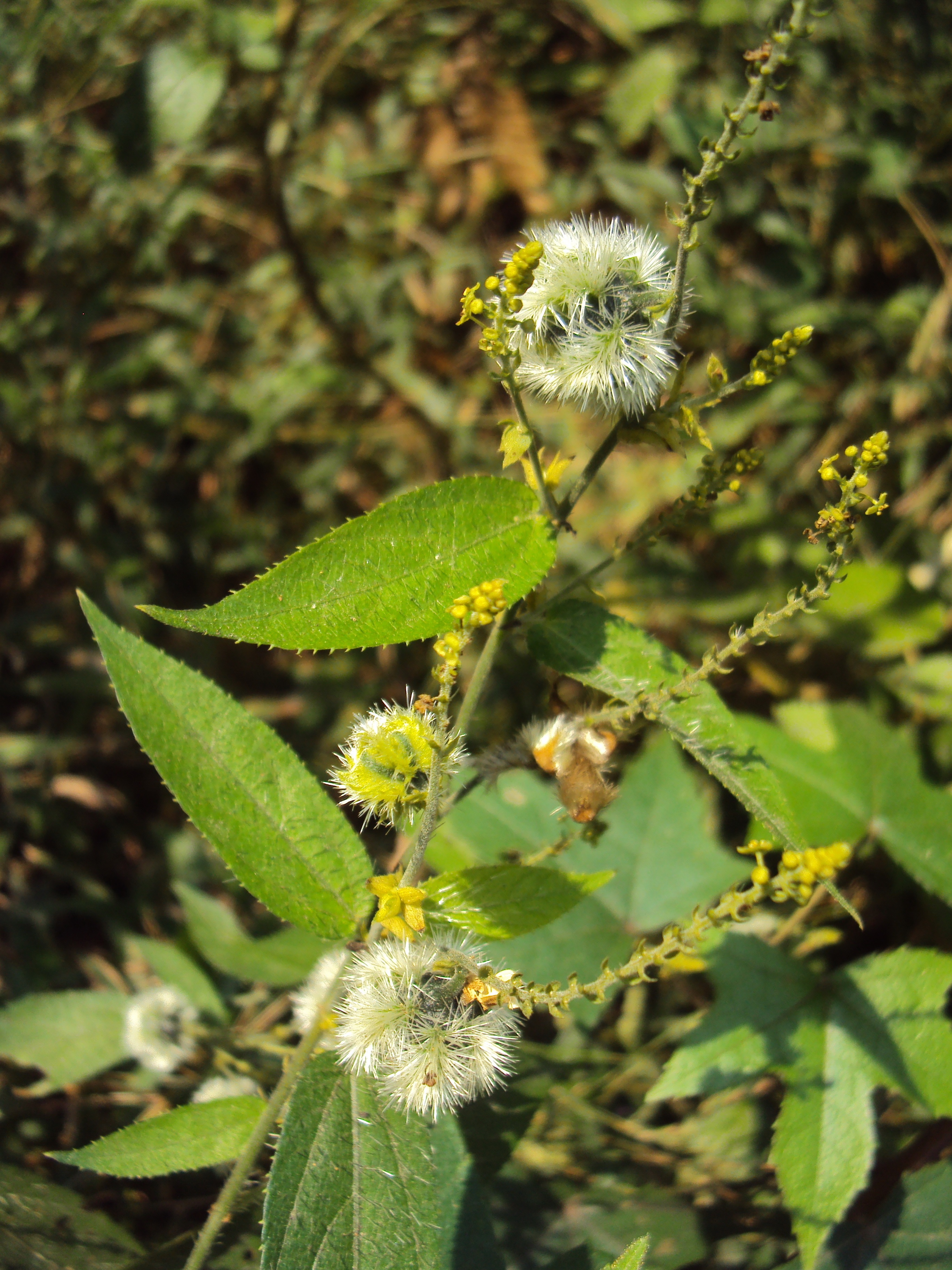